# Olexandr Zaitsev
Olexandr Zaitsev (en ucraniano: Олександр Зайцев; 11 de junio de 1999) es un deportista ucraniano que compite en piragüismo en la modalidad de aguas tranquilas. Ganó una medalla de oro en el Campeonato Europeo de Piragüismo de 2024, en la prueba de K1 200 m.

## Palmarés internacional
| Campeonato Europeo | Campeonato Europeo | Campeonato Europeo | Campeonato Europeo |
| Año                | Lugar              | Medalla            | Competición        |
| ------------------ | ------------------ | ------------------ | ------------------ |
| 2024               | Szeged (Hungría)   | Medalla de oro     | K1 200 m           |